# Onalaska (Wisconsin)
Onalaska è una città degli Stati Uniti d'America, situata in Wisconsin, nella Contea di La Crosse.